# Phi đao
Phi đao (tiếng Hoa: 飛刀, tiếng Anh: flying daggers) gọi chung là đao phóng, chúng nằm trong danh mục vũ khí thuộc loại phóng ném. Người Hoa gán ghép phi đao với các loại khác như phi tiêu (suriken), kim (mai hoa châm) và gọi chúng là ám khí tức là loại vũ khí chuyên dùng để đánh lén đối thủ.

## Xuất xứ
Không có tài liệu nào ghi rõ thời gian xuất hiện của các cây đao phóng. Tuy nhiên chúng có mặt từ rất sớm ngay khi có mặt các loại vũ khí bằng kim loại như kiếm, đao, chùy...
Gần như những võ sĩ trung cổ khắp năm châu đều dùng vũ khí đao phóng, nhất là ở Trung Hoa từ sau Công Nguyên. Trong giới võ lâm, có rất nhiều môn phái sử dụng đao phóng như môn phái Phi Đao Môn đời Đường (được tái hiện trong bộ phim Hồng Kông Phi Đao Môn năm 2005). Những nhân vật như Lý Tầm Hoan trong bộ tuyểu thuyết võ hiệp hư cấu có tên "Tiểu Lý phi đao" của tác giả Cổ Long, hay Châu Tinh Trì trong bộ phim Quốc sản 007 cũng là người có tài phóng đao phóng rất chính xác.

## Đặc điểm
Sức sát thương nặng hay nhẹ của đao phóng tùy vào cấu tạo của cây đao đó như độ dài ngắn, nặng nhẹ và kỹ thuật sử dụng của người võ sĩ. Tuy vậy hầu hết các loại đao phóng có chung đặc điểm là nhỏ gọn tiện mang theo trong người để tùy lúc sử dụng.